# خسا کامارا
خسا کامارا (انگلیسی: Khassa Camara؛ زادهٔ ۲۲ اکتبر ۱۹۹۲) بازیکن فوتبال اهل فرانسه است.
از باشگاه‌هایی که در آن بازی کرده‌است می‌توان به باشگاه فوتبال تروا اشاره کرد.
وی همچنین در تیم ملی فوتبال موریتانی بازی کرده‌است.